# 善龍寺 (八王子市)
善龍寺（ぜんりゅうじ）は、東京都八王子市本郷町にある日蓮宗の寺院。山号は興栄山。旧本山は池上本門寺、池上・神楽坂法縁。八王子七福神の一つ、走大黒天を祀る。境内には増田蔵六（剣術家）の門弟が建てた増田蔵六小伝の碑があり、蔵六の木剣を所蔵する。

## 歴史
長享元年（1487年）大運阿闍梨日調によって真言宗から改宗した本妙院日英の開基で創建された。天正19年（1591年）中興開山の仏乗院日惺（大本山池上本門寺12世）の尽力で現在地に移転した。昭和20年（1945年）太平洋戦争の八王子大空襲で諸堂を焼失した。現在の伽藍は戦後に復興されたもの。